# Île Anacapa
L'île d'Anacapa est une petite île volcanique faisant partie des Channel Islands de Californie, située à 23 kilomètres de la côte de Ventura, dans le comté de Ventura, aux États-Unis d'Amérique.

## Toponymie
Son nom n'est pas d'origine hispanique, contrairement aux autres îles, mais est un nom chumash, eneepah, signifiant « île mirage ».

## Géographie
C'est la plus petite des îles septentrionales, elle est en fait composée de trois îlots. Sa superficie, mal définie, serait de 2,8 ou 2,9 km². 
Une seule personne y habite: un ranger du National Park Service. 

## Histoire
On y trouve l'épave du SS Winfield Scott, échoué en 1853. L'épave est inscrite au Registre national des lieux historiques.

## Restauration
Le projet de restauration de l'île par l'Island Conservation,,  a été achevé en 2002 et a profité au Guillemot de Scripps, au Starique de Cassin et à la souris sylvestre d'Anacapa. 

### Webographie
- (en) Site officiel
- Ressource relative à la géographie :   - Geographic Names Information System
- Restoring Anacapa Island: Seabird Habitat Channel Islands National Park (U.S. National Park Service)